# Történelmi Városfal Bemutatóhely
A budapesti Történelmi Városfal Bemutatóhely egy bemutatótér az V. kerületben, ahol Pest középkori városfalának mintegy 30 méteres szakasza látható. Ebből körülbelül 15 métert lehet közelről megtekinteni, a további 15 méter a mögöttes udvarban húzódik, de kerítésen keresztül látható. A helyszínen ismertetőtáblák, valamint régi metszetek, rajzok és térképek reprodukciói mutatják be a városfal történetét. A városfal talapzata és a jelenlegi utcaszint közötti mintegy két méteres szintkülönbség jól érzékelteti az utóbbi ötszáz év feltöltődését. 
A falmaradványra az 1940-es években, a jelenlegi ház építésekor bukkantak rá. Jelentőségét felismerve a házat áttervezték, rövid ideig látogatható volt. Az 1960-as években rövid időre ismét megnyitották, majd feledésbe merült, állapota folyamatosan romlott. Miután európai uniós forrásokból teljesen felújították, 2013-ban ismét megnyitották.

## Felkeresése
Az ingyenesen látogatható bemutatóhely bejárata a Királyi Pál utca 13/b házszám alatt, a Vámház körút sarkától körülbelül 30 méterre található, közvetlenül a ház falán elhelyezett emléktábla mellett. Kis mérete miatt külön személyzet nincs. A rongálások elkerülésére a kaput zárva tartják, látogatói kérésre a szemközti, Királyi Pál utca 18. alatt lévő ImagineBudapest iroda dolgozói nyitják, majd a látogatás végét az irodában jelezve zárják. A városfal az iroda nyitvatartási ideje alatt látogatható.

## Bástya park
A bemutatóhelytől 150 méter távolságra, a Bástya utcában kialakított parkban további 50 méternyi falszakaszt lehet megtekinteni. A maradványokra az 1970-es évek elején, az ott álló házak bontása során  bukkantak rá, tűzfalakba építve. A terület később játszótér és autóparkoló volt, a beépítése is szóba került. A foghíjat 2022-ben parkosították, a falmaradványt az eredeti falmagasság érzékeltetése végett egy helyen az alapjáig kiszabadították, az egykori gyilokjáró helyén gyalogosan végigjárható ösvényt építettek. Mivel a Bástya park és Királyi Pál utca, eredetileg tűzfalba rejtett maradványait mindössze 25 méter választja el, feltételezhető, hogy a két helyszín között további falmaradvány húzódik a házak hátsó tűzfalában.